# Pantoffelmycena
De pantoffelmycena  (Mycena mucor) is een schimmel uit de familie Mycenaceae. Hij leeft saprotroof op gevallen blad van loofbomen, vooral Eik (Quercus).

## Kenmerken

### Uiterlijke kenmerken
Hoed
De hoed heeft een diameter van 1 tot 4 mm. De vorm variëreert van conisch tot breed klokvormig, parabolisch of convex, vaak licht afgeplat, soms ondiep verzonken als ze rijp zijn. Het oppervlak is radiaal gegroefd en semi-transparant gestreept. De hoed is stoffig of kaal, aanvankelijk lichtgrijs of grijsbruin, maar wordt snel witachtiger.
Lamellen
De lamellen zijn dikbuikig, wit en 5-13 in aantal.
Steel
De steel heeft een lengte van 2–20 mm, draadvormig, cilindrisch, overal dezelfde breedte, of iets dikker aan de basis, recht of gebogen. Het oppervlak is grotendeels kaal, alleen stoffig of behaard aan de basis, glanzend, wit tot lichtgrijs van kleur, soms behoorlijk donkergrijs aan de basis, dat groeit uit een kleine, witachtige, harige schijf.
Vlees
Het vlees is kleurloos.

### Microscopische kenmerken
De basidia zijn 13–20 × 6–10 µm, breed knotsvormig en 4 sporig. De basidiosporen zijn langwerpig, bijna cilindrisch, amyloïde en meten 7–12 × 3–4,5 µm. De cheilocystidia zijn knotsvormig tot peervormig of bijna bolvormig, met vrij weinig, meestal rechte, soms vertakte, gebogen of gebogen uitsteeksels van 2–18 × 1–2 µm. Er zijn geen pleurocystidia aanwezig. Het trama is dextrinoïde. De hoedhaarhyen is 1,5–7 µm breed, uitpuilend of glad, vertakt en verweven, ingebed in een gelatineuze substantie. Hun bovenste deel bestaat uit dikkere, wratachtige hyfen, 1,5–3 μm breed, eindigend met knotsvormige of bijna bolvormige cellen met papillen en stekels, van 2–10 × 0,5–1 μm. Hyfen van de corticale laag van de schacht zijn glad, 1,5–3 µm breed. De caulocystidia zijn 9–65 (–105) µm lang, meestal met een gezwollen basis van 3,5–6,5 µm breed, geleidelijk taps toelopend naar buiten, vertakt, min of meer gebogen.

## Ecologie
De pantoffelmycena is een saprotrofe schimmel. Hij komt voor op gevallen, rottende eikenbladeren. Deze mycena bevindt zich vaak onder de bladlaag en is onzichtbaar. Hij wordt zelden aangetroffen op andere substraten, zoals eikendopjes, beukenbladeren en gevallen rozenbladeren en twijgen.

## Verspreiding
De pantoffelmycena is bekend in Midden-Amerika, Europa en Nieuw-Zeeland. In Nederland komt hij zeldzaam voor. Hij staat op de rode lijst in de categorie 'Ernstig Bedreigd'.